# Raml Souk
Raml Souk là một đô thị thuộc tỉnh El Tarf, Algérie. Dân số thời điểm năm 2002 là 3.715 người.